# Doolittle (album)
Doolittle — trzeci album studyjny amerykańskiego zespołu rockowego Pixies, wydany 18 kwietnia 1989 roku.
Album w ciągu sześciu miesięcy rozszedł się w nakładzie 100 000 egzemplarzy. 
W 2003 album został sklasyfikowany na 226. miejscu listy 500 albumów wszech czasów magazynu Rolling Stone. W roku 1995 Recording Industry Association of America nadał albumowi status złotej płyty.

## Lista utworów
Wszystkie utwory napisane przez Franka Blacka, wyjątki są zaznaczone.
1. "Debaser" – 2:52
2. "Tame" – 1:55
3. "Wave of Mutilation" – 2:04
4. "I Bleed" – 2:34
5. "Here Comes Your Man" – 3:21
6. "Dead" – 2:21
7. "Monkey Gone to Heaven" – 2:56
8. "Mr. Grieves" – 2:05
9. "Crackity Jones" – 1:24
10. "La La Love You" – 2:43
11. "No. 13 Baby" – 3:51
12. "There Goes My Gun" – 1:49
13. "Hey" – 3:31
14. "Silver" (Francis, Kim Deal) – 2:25
15. "Gouge Away" – 2:45

## Pozycje na listach

### Album
| Lista (1989)      | Najwyższa pozycja |
| ----------------- | ----------------- |
| USA Billboard 200 | 98                |
| Wielka Brytania   | 8                 |
| Francja           | 66                |

### Single
| Singel                  | Lista (1989)                     | Najwyższa pozycja |
| ----------------------- | -------------------------------- | ----------------- |
| "Here Comes Your Man"   | USA Billboard Modern Rock Tracks | 3                 |
| "Here Comes Your Man"   | Wielka Brytania                  | 54                |
| "Monkey Gone to Heaven" | USA Billboard Modern Rock Tracks | 5                 |
| "Monkey Gone to Heaven" | Wielka Brytania                  | 60                |